# Patrick Bowes-Lyon
 Der er flere personer med dette navn, se Patrick Bowes-Lyon, 15. jarl af Strathmore og Kinghorne.
Patrick Bowes-Lyon (født 5. marts 1863 i Belgravia, Middlesex, England, død 5. oktober 1946 i Westerham, Kent, England) var en britisk tennisspiller og advokat. Han var lillebror til Claude Bowes-Lyon, 14. jarl af Strathmore og Kinghorne og dermed farbror til dronningemoderen Elizabeth, Dronning Elizabeth II' mor. Han var den femte af Claude Bowes-Lyon, 13. jarl af Strathmore og Kinghorne og Frances Dora Smiths syv sønner og en af deres i alt 11 børn.
Bowes-Lyon blev skotsk tennismester i 1885, 1886 og 1888, og i 1887 vandt han herredoubletitlen i Wimbledon sammen med Herbert Wilberforce.
Han giftede sig den 9. august 1893 med Alice Wiltshire, datter af George Wiltshire. De fik fire børn:
1. Lt. Gavin Patrick (13. december 1895 – november 1917, dræbt i kamp)
2. Angus Patrick (22. oktober 1899 – 10. juli 1923)
3. Jean Barbara (9. oktober 1904 – 7. januar 1963)
4. Margaret Ann (14. juni 1907 – 14. august 1999), som den 2. juni 1946 blev gift med Lt. Col. Francis Arthur Philip D'Abreu (1. oktober 1904 – 6. november 1995). De fik en søn og to døtre:
  1. Anthony Patrick John D'Abreu (født 17. marts 1946)
  2. Francesca D'Abreu (født 7. februar 1948)
  3. Anne Teresa Alice D'Abreu (16. februar 1950 – 17. april 1995)

## Grand Slam-finaler i herredouble (2)

### Sejre (1)
| År   | Mesterskab | Makker              | Finalemodstander             | Finalescore   |
| ---- | ---------- | ------------------- | ---------------------------- | ------------- |
| 1887 | Wimbledon  | Herbert Wilberforce | H.J. Crispe E. Barratt-Smith | 7–5, 6–3, 6–2 |

### Nederlag (1)
| År   | Mesterskab | Makker              | Finalemodstander               | Finalescore             |
| ---- | ---------- | ------------------- | ------------------------------ | ----------------------- |
| 1888 | Wimbledon  | Herbert Wilberforce | Ernest Renshaw William Renshaw | 6–2, 6–1, 3–6, 4–6, 3–6 |